# Philip Donald Estridge
Philip Donald Estridge (23 de junio de 1937-2 de agosto de 1985), conocido como Don Estridge, lideró el desarrollo del primer IBM Personal Computer (PC), y es conocido como "el padre del IBM PC". Sus decisiones cambiaron para siempre la industria informática, provocando un gran incremento en el número de ordenadores vendidos, y creando una nueva industria de software y hardware alrededor de los IBM PC. 
Falleció en el accidente del vuelo 191 de Delta Airlines el 2 de agosto de 1985 cuando se aproximaba al aeropuerto de Dallas-Fort Worth.